# Roberto II di Scozia
Roberto II di Scozia, detto "the Steward" (il Sovrintendente), appellativo che diede il nome al casato degli Stewart, mutato poi in Stuart (Paisley, 2 marzo 1316 – Dundonald, 19 aprile 1390), è stato re di Scozia dal 1371 al 1390 e fu il primo sovrano della Casa degli Stuart.
Roberto II era figlio di Walter Stewart, sesto Grande intendente di Scozia e di Marjorie Bruce, figlia di Roberto I di Scozia. Quando questi era ancora vivo aveva nominato suo erede il fratello Edward, ma quando questi morì il 3 dicembre 1318 senza lasciare eredi il giovane Roberto divenne il primo in linea di successione. Sei anni dopo Roberto retrocesse nuovamente quando nacque Davide il primo figlio maschio di Roberto I avuto dalla seconda moglie Elisabetta. Roberto ereditò comunque il titolo paterno di Steward, Intendente, alla sua morte avvenuta nel 1326, tre anni dopo il re morì lasciando il trono al figlio Davide di appena cinque anni e reggente divenne Thomas Randolph (I conte di Moray). Nel frattempo Edward Balliol, figlio di Giovanni di Scozia, insieme agli inglesi e ai nobili scozzesi Diseredati da Roberto I invasero la Scozia nel 1332 mettendo a dura prova il governo del giovane Davide.
A luglio del 1333 combatté nella battaglia di Halidon Hill insieme a uno zio paterno che vi trovò la morte e a seguito di questo i suoi possedimenti nell'ovest vennero dati a David III Strathbogie (1309 circa-30 novembre 1335). A quel punto egli si rifugiò a Dumbarton Rock insieme al sovrano che nel maggio seguente si rifugiò in Francia lasciando il paese nelle mani di Roberto e John Randolph, III conte di Moray (1306-17 ottobre 1346). Nello stesso periodo Roberto riuscì a riprendere possesso delle proprie terre, ma nel mese di luglio Randolph venne arrestato e Roberto perse di nuovo le sue proprietà. Questi eventi potrebbero essere stata la causa della sua sottomissione a Edoardo III d'Inghilterra e della sua rimozione dall'incarico di Steward nel mese di settembre.
Tale incarico andò ad Andrew Murray (1298-1338), ma dopo la sua morte tre anni dopo Roberto tornò al proprio posto e vi rimase fino al 1341 anno in cui Davide tornò dalla Francia.
Nel 1346 egli combatté al fianco del sovrano alla Battaglia di Durham e lui insieme a Patrick, V conte di March (1285 circa-1369) riuscirono a scappare dal campo, mentre Davide venne fatto prigioniero e tale rimase fino al 1357 quando fu liberato dietro il pagamento di un riscatto ingentissimo che avrebbe dovuto essere pagato nell'arco di dieci anni.
Nel 1348 Roberto sposò la propria amante Elizabeth Mure legittimizzando i loro nove figli, quando ella morì nel 1355 si risposò con Eufemia de Ross, matrimonio dal quale nacquero altri quattro figli.
Nel 1363 Roberto si ribellò contro Davide, ma ritornò a più miti consigli quando venne minacciato circa i suoi diritti di successione, l'anno dopo il re presentò al parlamento una proposta secondo la quale il debito rimanente dal suo riscatto sarebbe stato cancellato se il trono scozzese fosse stato ereditato dai Plantageneti in caso egli fosse morto senza eredi. Il parlamento rifiutò e quando egli morì senza figli nel 1371 a succedergli fu Roberto ormai più che cinquantenne. Gli inglesi occupavano ancora buona parte del Lothian e delle terre attorno ai confini così Roberto autorizzò i conti che vivevano a sud di dare il via ad azioni di guerriglia, fermò gli scambi commerciali con l'Inghilterra e rimise in piedi l'alleanza con la Francia. Nel 1384 la Scozia si era ripresa quasi tutti i territori, ma un'inopportuna pace anglo-francese rischiava di lasciare isolato il Paese qualora avesse voluto continuare a guerreggiare contro l'Inghilterra, motivo per cui Roberto preferì entrare nel trattato di pace. Questa fu la causa della progressiva perdita del suo potere sul Paese, prima a causa del primogenito John nel 1384 e poi per mano del figlio Robert.
Roberto morì il 19 aprile 1390.

## L'erede al trono
Roberto nacque nel 1316, figlio unico di Walter Stewart, sesto Grande intendente di Scozia, e Marjorie Bruce, figlia di re Roberto I di Scozia. L'anno dopo sua madre morì probabilmente a seguito di una caduta da cavallo anche se altre fonti sostengono che morì subito dopo il parto avvenuto con taglio cesareo. Due anni prima Marjorie era stata surclassata nella successione da suo zio Edward Bruce, fratello di Roberto I, che però morì senza eredi alla battaglia di Faughart del 14 ottobre 1318.
Nello stesso anno il Parlamento scozzese decretò che se Roberto I fosse morto senza figli, la corona di Scozia sarebbe stata data a Roberto, in quanto primogenito di Marjorie, ma la nascita di un figlio del re, Davide, nato il 5 marzo 1324 dalle seconde nozze del sovrano con Elisabetta de Burgh lo fece retrocedere nuovamente, tuttavia due anni dopo il Parlamento lo designò erede di Davide nel caso fosse morto senza figli. A questo si accompagnò la donazione di diverse terre ad Argyll, Lothian e Roxburghshire.

## Guardiano ed erede
In Scozia la prima guerra d'indipendenza era cominciata con il regno di Giovanni di Scozia che di fatto venne imposto da Edoardo I d'Inghilterra nel 1292 quando venne chiamato ad arbitrare la Grande causa sorta a seguito della morte di Margherita di Scozia che aveva lasciato il trono senza un erede diretto. Tre anni dopo la Scozia sottoscrisse la Auld Alliance con la Francia vedendo nella guerra l'unico modo per liberarsi della pesante ingerenza inglese aggravata dalla debolezza di Giovanni. La Scozia invase l'Inghilterra a marzo del 1296 e l'Inghilterra rispose prendendosi Berwick-upon-Tweed il 30 dello stesso mese e sconfiggendo gli scozzesi alla Battaglia di Dunbar (1296) nemmeno un mese dopo. Giovanni si sottomise quindi a Edoardo che fu preso prigioniero e spedito a Londra, inaspettatamente in Scozia sorse un movimento di resistenza a favore di un re che non avevano voluto capeggiato da William Wallace ed Andrew de Moray che diedero la vita per l'indipendenza della Scozia. Dopo la loro morte il testimone della lotta passò a Robert Bruce, che salì al trono come Roberto I di Scozia nel 1306.
Nel 1329 Roberto I morì lasciando come erede il piccolo Davide di soli cinque anni, anche Roberto era da poco rimasto orfano, suo padre era infatti deceduto nel 1327 e lui era finito sotto la custodia dello zio John Steward, che, insieme a Thomas Randolph (I conte di Moray) e William Lindesey divennero i Guardiani del Regno. L'ascesa al trono di un minorenne riaccese le polveri della guerra e la seconda fase delle Guerre di indipendenza scozzesi ebbe inizio andando a minacciare il diritto alla successione di Roberto. Nel 1332 Edoardo Balliol, figlio di Giovanni di Scozia, attaccò la Scozia con il beneplacito di Edoardo III d'Inghilterra e al fianco dei nobili cosiddetti Diseredati da Roberto I, riuscendo a minare profondamente il potere dei Bruce.
Nel 1332 Edward vinse alla Battaglia di Dupplin Moor e poi l'anno dopo alla Battaglia di Halidon Hill a cui partecipò anche Roberto. Le proprietà di Roberto vennero prese da Balliol che le donò a uno dei propri seguaci, David III di Strathbogie (1309 circa-30 novembre 1335), Roberto riuscì a evitare la cattura e si rifugiò insieme al re a Dumbarton Rock. Nei mesi seguenti furono poche le roccaforti ancora in mano ai Bruce, il castello di Kildrummy (di Christina Bruce (1273 circa-1356 o 1357), sorella di Roberto I e moglie di Andrew Murray (1298-1338), il Castello di Loch Leven e il Castello di Urquhart. A maggio del 1334 Roberto insieme a John Randolph, III conte di Moray (1306-17 ottobre 1346) divenne reggente del regno mentre il sovrano legittimo cercava rifugio in Francia. Roberto si mise subito in moto per riprendere le proprie terre e incontrò l'appoggio di Strathbogie che aveva cambiato partito e si era allineato con i Bruce, al raduno del parlamento del 1335 Roberto ebbe l'appoggio di quest'ultimo cosa che scatenò l'intensa disapprovazione di Randolph..
In agosto Strathbogie tornò sotto la bandiera inglese e venne creato Guardiano di Scozia e fu sotto la sua persuasione o perché aveva nuovamente perduto le sue proprietà che Roberto si sottomise a Balliol poco tempo dopo, perdendo ovviamente il posto di Steward che aveva ereditato dal padre. La resistenza dei Bruce sembrava ormai al collasso quando alla Battaglia di Culblean si palesò il valore militare di Andrew Murray che sbaragliò gli inglesi ed eliminò Strathbogie che rimase ucciso nello scontro. Murray era stato preso dagli inglesi tre anni prima e solo nel 1334 era riuscito a pagarsi il riscatto dirigendosi immediatamente a nord dove mise sotto assedio il castello di Dungarg comandato da Enrico di Beaumont conquistandolo il 23 dicembre dello stesso anno. Fu Murray a subentrare a Roberto e vi rimase per tre anni fino a quando morì al castello di Avoch e Roberto si ritrovò di nuovo al posto che aveva perduto. Sempre nel 1335 Randolph, i cui rapporti con Roberto erano sempre stati tesi e conflittuali, cadde nelle mani degli inglesi e vi rimase fino al 1341.
Dal 1338 al 1341 Roberto divenne l'unico reggente, ottenendo con successo di restaurare l'autorità della corona di Scozia e permettendo così al legittimo sovrano di tornare in patria nel 1341. Questo passò attraversò diverse battaglie e traversie, il comando di Murray aveva sbarrato la strada degli inglesi nel sud del paese e il fallimento dell'assedio al Castello di Dunbar ne fu la prova. Balliol cominciò a perdere sostegno e terreno, Roberto si riprese Perth nel 1339, mentre Edimburgo fu riconquistata da William Douglas, I conte di Douglas due anni più tardi. Dopo la sua liberazione Randolph si recò da Davide in Normandia, il re era particolarmente affezionato al conte e si fidava poco di Roberto per via del suo potere e della sua posizione di erede presunto. A giugno del 1341 Davide tornò in patria e cinque anni dopo, alla battaglia di Neville's Cross del 1346 fu preso prigioniero e Roberto venne nuovamente eletto reggente. Presto la cattura del re gli fecero cadere addosso delle false accuse di tradimento per aver disertato la battaglia di Neville's Cross a cui si deve aggiungere l'enorme affronto da lui subito dalla scelta del sovrano di eleggere erede al trono di Scozia Edoardo III d'Inghilterra o uno dei suoi figli.

## Reggente ed erede
Con Davide prigioniero Roberto si trovò di nuovo solo al comando. Nel 1347 Roberto cominciò a muoversi per legittimare i nove figli avuti da Elizabeth Mure, sua amante da lunghi anni, chiedendo al papa Clemente VI una dispensa per rendere legittima la loro unione.
Anche se prigioniero Davide aveva ancora una certa autorità in Scozia e ottenne che la reggenza di Roberto fosse condivisa con i Conti di Ross, Mar e Douglas, tuttavia questo stato di cose non durò e il parlamento lo rinominò come unico reggente a febbraio del 1352. A quella stessa sessione poté presenziare anche Davide che presentò le condizioni per il suo rilascio, non veniva richiesto un riscatto, ma la nomina di Giovanni Plantageneto, I duca di Lancaster, quale erede al trono se Davide fosse morto senza eredi. Il parlamento si oppose e Roberto non appoggiò una condizione che minava la propria ascesa alla corona e a Davide non restò che tornare prigioniero in Inghilterra.
Nel 1354 si misero in piedi nuovi negoziati che portarono alla definizione di un riscatto pari a circa 90.000 £ da pagare entro l'arco di un decennio, tuttavia la trattavia s'interruppe l'anno dopo quando Roberto si unì ai francesi in una guerriglia contro gli inglesi. La presa scozzese di Berwick-upon-Tweed e la presenza francese su suolo inglese scosse Edoardo III che avanzò e bruciò Edimburgo, Haddington e buona parte dei Lothian, Edoardo ebbe la meglio anche sui francesi e i negoziati per la liberazione di Davide ripresero. Nell'ottobre del 1357 si giunse a un accordo con il trattato di Berwick che innalzò l'ammontare del riscatto a 100.000 £ che dovevano essere versati entro il 1366. Il patto tuttavia non venne onorato e questo permise a Edoardo di continuare a premere perché Davide nominasse un plantageneto come suo successore, questione che venne sempre rifiutata dal parlamento e, probabilmente, anche dallo stesso Roberto.
Forse fu per questo che egli 1363 si ribellò contro la politica della corona scozzese, ma venne presto catturato e imprigionato insieme ai suoi quattro figli. Venne liberato solo poco prima della morte di Davide nel marzo 1371.

## Il re

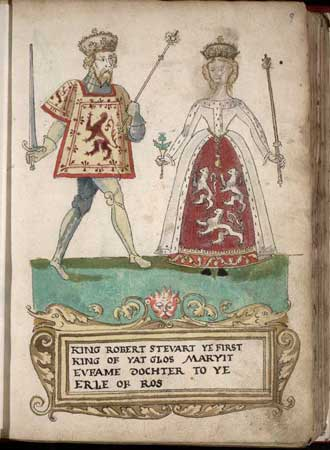
Roberto II di Scozia insieme alla seconda moglie Euphemia

Davide venne sepolto quasi subito alla Holyrood Abbey, ma la violenta protesta di William Douglas, I conte di Douglas ritardò l'incoronazione fino al 26 marzo. Non è chiaro il motivo della disputa, se era dovuta a qualcosa connesso al diritto di successione di Roberto o se era diretta a due dei suoi sostenitori, George Dunbar, Conte di March e Robert Erskine. La cosa venne comunque risolta, Roberto diede la figlia Isabella in sposa a James Douglas, II conte di Douglas, figlio di William, e William stesso rimpiazzò Erskine come Giustiziere del Forth. Con l'ascesa al trono di Roberto gli Steward accrebbero enormemente i loro domini, i contadi di Fife e Menteith andarono al figlio Roberto, mentre quelli di Buchan, Ross e la signoria di Badenoch al figlio Alessandro, mentre al figlio Davide (1357-1386 circa) andarono i contadi di Strathearn e Caithness. Giovanni, il suo primogenito, fu fatto custode del Castello di Edimburgo, mentre a Roberto venne dato il Castello di Stirling, mentre Alessandro divenne Giustiziere del re e suo luogotenente nel nord.
Questa oligarchia degli Stewart parve non suscitare risentimento negli altri magnati scozzesi, d'altro canto il re generalmente non minacciava i loro territori e i loro ruoli e quando vennero privati di qualcosa a favore dei figli e generi del sovrano vennero lautamente ricompensati. Se Davide aveva tentato di dominare i nobili Roberto delegò il proprio potere ai figli e ai generi generando un sistema che funzionò per tutto il primo decennio del regno, egli d'altronde dominava direttamente otto dei quindici contadi del paese o attraverso i figli o attraverso matrimoni strategici fatti contrarre alle figlie.
Nel 1373 Roberto dovette cominciare a delineare i dettagli della propria successione, a quel tempo nove dei suoi figli avevano avuto figli a loro volta e fu necessario definire esattamente i termini dell'eredità di ognuno di loro, anche se Roberto non si discostò dalla legge della Primogenitura nominando suo erede al trono il figlio Giovanni. Nel primo decennio del suo regno Roberto stabilizzò le finanze, diede luogo a un fiorente commercio della lana e sospese il pagamento del riscatto di Davide dopo la morte di Edoardo III avvenuta nel 1377. A differenza del suo predecessore Roberto visitò frequentemente ogni regione del regno senza trascurare nemmeno le più remote.
Roberto regnava per altro su un regno dove esistevano enclavi inglesi entro i territori scozzesi e diversi castelli di confine ospitavano guarnigioni inglesi che potevano così controllare gran parte del sud del paese. A giugno del 1371 Roberto stipulò di nuovo un'alleanza con la Francia e gli inglesi risposero rafforzando le proprie guarnigioni benché non ci fossero scontri in corso. Gli attacchi scozzesi cominciarono due anni dopo, quasi certamente con il placet di Roberto, raggiungendo il picco attorno al 1376-1377 probabilmente per via di una decisione presa a livello centrale e non per una escalation delle piccole incursioni portate avanti dai nobili locali.
Parlando con Edoardo III Roberto biasimò i propri nobili per le azioni di guerriglia, ma gli scozzesi si tennero tutti i territori presi che vennero divisi fra i nobili minori così che essi stessi avessero interesse a proteggerli dagli inglesi, tuttavia nel 1378 quando la nobiltà scozzese entrò in conflitto con l'Inghilterra, il sovrano non vi prese parte, nemmeno quando venne incendiata Edimburgo.

## La perdita del potere e la morte
Il primogenito di Roberto, Giovanni, era diventato il più potente magnate del sud così come suo fratello Alessandro lo era nel nord. I metodi di amministrazione di Alessandro, che venivano fatti rispettare dai suoi mercenari gaelici, diedero luogo a diverse critiche da parte dei nobili locali, dei vescovi e del suo fratellastro Davide Stewart, Conte di Strathearn. Queste lamentele minarono la credibilità di Roberto in seno al concilio e furono in parecchi a criticare la sua mancanza di capacità nel tenere a freno l'ambizioso figlio Alessandro. Con l'altro figlio Giovanni le cose non andavano meglio, i due non si intendevano sui modi di Roberto di condurre i rapporti, sempre bellicosi, con gli inglesi e Giovanni non gradiva l'incapacità del padre di non saper trattare con il fratello, tutto questo, a novembre del 1384, portò il consiglio a privare Roberto dell'autorità di governo trasferendola a Giovanni che divenne luogotenente dell'intero regno.
Quattro anni dopo Giovanni era ancora al comando e alla Battaglia di Otterburn dell'estate 1388 inflisse una dura sconfitta agli inglesi, ma nello scontro rimase ucciso uno dei suoi alleati più fedeli, James Douglas, II conte di Douglas. James morì senza un erede e questo portò a diverse pretese di eredità sugl'immensi domini che lasciava, Giovanni supportò Malcolm Drummond, cognato del defunto, ma altri nobili, fra cui suo fratello, Roberto, conte di Fife si schierarono con Archibald Douglas, III conte di Douglas, cugino del padre di James. A questo punto il conte di Fife e si trovò alleato al potente conte di Douglas e attorno a loro si raccolsero tutti coloro che rivolevano Roberto sul trono, nel dicembre dello stesso anno la custodia del regno passò da Giovanni al fratello Roberto per volere del consiglio. Vi fu anche chi sperò che finalmente Fife avrebbe messo freno al fratello Alessandro che continuava a spadroneggiare al nord, cosa che in effetti egli fece, revocò i suoi incarichi e quello di Giustiziere del Forth andò a suo figlio Murdoch Stewart. Giovanni non restò a lungo a lato della scena politica, il 19 aprile 1390 Roberto morì ed egli gli successe con il nome di Roberto III di Scozia.

## Discendenza
Dalla prima moglie Elizabeth Mure, figlia di Sir Adam Mure di Rowallan ebbe
- Giovanni (1337 - 4 aprile 1406), divenuto poi re con il nome di Roberto III
- Walter, conte di Fife (1338 circa - 1362)
- Roberto, duca d'Albany (1339 - 3 settembre 1420)
- Alessandro, conte di Buchan (1343 - 1405)
- Margherita (?-?), che sposò John Mac Donald, Signore di Isles;
- Marjory (?-?), sposò John Dunbar, conte di Moray, e Alexander Keith;
- Giovanna (?-?), sposò nel 1373 sir John Keith; nel 1379 sir John Lyon; nel 1384 sir James Sandilands;
- Isabella (?-1410), sposò James Douglas, II conte di Douglas; nel 1389 David John Edmonstone;
- Caterina (?-?);
- Elisabetta (?-?), sposò il conestabile Thomas di Erroll Hay.

Dalla seconda moglie Euphemia di Ross, sposata nel 1355, ebbe:
- Davide (1357-1386), conte di Strathearn
- Walter (1360-Edimburgo, 1437), conte di Atholl;
- Margherita (?-?);
- Elisabetta Caterina (?-?), sposò nel 1380 David Lindsay, Conte di Crawford;
- Egidia (?-?), sposò nel 1387 William Douglas, signore di  Nithsdale.

Ebbe altri figli da varie amanti tra cui:
- John, sceriffo di Butte, da Moira Leitch che sposò Janet Sympil e poi nel 1407 Elisabeth Graham;
- Alex, da Marion Cardny, che divenne canonico;
- John di Arntullie;
- James di Kinfauns;
- Walter;
- John (?-1425) signore di Burnley;
- Alexander (1343-1394), conte di Buchan, sposò Euphemia, contessa di Ross;
- Thomas Stewart, divenne Vescovo di St. Andrews

## Ascendenza
|                                              |                                       |                                      | Genitori                            |  |  | Nonni |  |  | Bisnonni                                          |  |  | Trisnonni                                       |  |
|                                              |                                       |                                      |                                     |  |  |       |  |  | Alexander Stewart, IV Grande Intendente di Scozia |  |  | Walter Stewart, III Grande Intendente di Scozia |  |
|                                              |                                       |                                      |                                     |  |  |       |  |  | Alexander Stewart, IV Grande Intendente di Scozia |  |  | Walter Stewart, III Grande Intendente di Scozia |  |
|                                              |                                       | Bethoc di Angus                      |                                     |  |  |       |  |  | Alexander Stewart, IV Grande Intendente di Scozia |  |  |                                                 |  |
| James Stewart, V Grande Intendente di Scozia |                                       |                                      |                                     |  |  |       |  |  | Alexander Stewart, IV Grande Intendente di Scozia |  |  |                                                 |  |
|                                              |                                       | Jean Macrory                         | James Macrory, Lord di Bute         |  |  |       |  |  |                                                   |  |  |                                                 |  |
|                                              |                                       | Jean Macrory                         | James Macrory, Lord di Bute         |  |  |       |  |  |                                                   |  |  |                                                 |  |
|                                              |                                       | Jean Macrory                         | …                                   |  |  |       |  |  |                                                   |  |  |                                                 |  |
| Walter Stewart                               |                                       | Jean Macrory                         |                                     |  |  |       |  |  |                                                   |  |  |                                                 |  |
|                                              |                                       | Patrick, III conte di Dunbar         | …                                   |  |  |       |  |  |                                                   |  |  |                                                 |  |
|                                              |                                       | Patrick, III conte di Dunbar         | …                                   |  |  |       |  |  |                                                   |  |  |                                                 |  |
|                                              |                                       | Patrick, III conte di Dunbar         | Cecile Fraser                       |  |  |       |  |  |                                                   |  |  |                                                 |  |
| Cecilia de Dunbar                            |                                       | Patrick, III conte di Dunbar         |                                     |  |  |       |  |  |                                                   |  |  |                                                 |  |
|                                              |                                       | Marjory Comyn                        | Alexander Comyn, II conte di Buchan |  |  |       |  |  |                                                   |  |  |                                                 |  |
|                                              |                                       | Marjory Comyn                        | Alexander Comyn, II conte di Buchan |  |  |       |  |  |                                                   |  |  |                                                 |  |
|                                              |                                       | Marjory Comyn                        | Elizabeth de Quincy                 |  |  |       |  |  |                                                   |  |  |                                                 |  |
| Roberto II di Scozia                         |                                       | Marjory Comyn                        |                                     |  |  |       |  |  |                                                   |  |  |                                                 |  |
|                                              | Robert Bruce, VI signore di Annandale | Robert Bruce, V Signore di Annandale |                                     |  |  |       |  |  |                                                   |  |  |                                                 |  |
|                                              | Robert Bruce, VI signore di Annandale | Robert Bruce, V Signore di Annandale |                                     |  |  |       |  |  |                                                   |  |  |                                                 |  |
|                                              | Robert Bruce, VI signore di Annandale | Isabella di Clare                    |                                     |  |  |       |  |  |                                                   |  |  |                                                 |  |
| Roberto I di Scozia                          | Robert Bruce, VI signore di Annandale |                                      |                                     |  |  |       |  |  |                                                   |  |  |                                                 |  |
|                                              |                                       | Marjorie, Contessa di Carrick        | Niall, Conte di Carrick             |  |  |       |  |  |                                                   |  |  |                                                 |  |
|                                              |                                       | Marjorie, Contessa di Carrick        | Niall, Conte di Carrick             |  |  |       |  |  |                                                   |  |  |                                                 |  |
|                                              |                                       | Marjorie, Contessa di Carrick        | Margaret Stewart                    |  |  |       |  |  |                                                   |  |  |                                                 |  |
| Marjorie Bruce                               |                                       | Marjorie, Contessa di Carrick        |                                     |  |  |       |  |  |                                                   |  |  |                                                 |  |
|                                              |                                       | Donald I di Mar                      | Uilleam, conte di Mar               |  |  |       |  |  |                                                   |  |  |                                                 |  |
|                                              |                                       | Donald I di Mar                      | Uilleam, conte di Mar               |  |  |       |  |  |                                                   |  |  |                                                 |  |
|                                              |                                       | Donald I di Mar                      | Elizabeth Comyn                     |  |  |       |  |  |                                                   |  |  |                                                 |  |
| Isabella di Mar                              |                                       | Donald I di Mar                      |                                     |  |  |       |  |  |                                                   |  |  |                                                 |  |
|                                              |                                       | Helen ferch Llywelyn                 | Llywelyn il Grande                  |  |  |       |  |  |                                                   |  |  |                                                 |  |
|                                              |                                       | Helen ferch Llywelyn                 | Llywelyn il Grande                  |  |  |       |  |  |                                                   |  |  |                                                 |  |
|                                              |                                       | Helen ferch Llywelyn                 | Giovanna del Galles                 |  |  |       |  |  |                                                   |  |  |                                                 |  |
|                                              |                                       | Helen ferch Llywelyn                 |                                     |  |  |       |  |  |                                                   |  |  |                                                 |  |